# Emilia Maria Kerbler
Emilia Maria Kerbler ist eine österreichische Schauspielerin.  
2018 spielte sie die jüngere Version der Protagonistin im Musikvideo Swallow von monolink. Im Jahr 2019 spielte sie neben Zoë Straub die Rolle der Marie Antoinette in der ORF-Fernsehproduktion Habsburgs Verkuppelte Töchter. Im selben Jahr wirkte sie im Musikvideo Nach Hause Gehen der österreichischen Pop/Rock-Gruppe Wanda mit und spielte im Kurzfilm Heiligabend neben Anton Noori die zweite Hauptrolle.